# تدليك الرضع

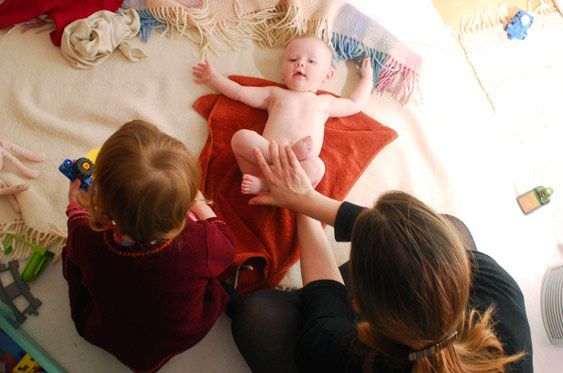

تدليك الرضع هو عملية تدليك الطفل الرضيع عن طريق تربيت ولمسات علاجية من اجل تنشيط وتحفيز وتعزيز النمو الذهني والبدني. ولقد لوحظ هذا النوع من الإتصال لدى بعض أنواع الثدييات الأخرى حيث تقوم الأم بعملية اللمس كجزء من الرعاية من خلال اللعق، والاستمالة، والاتصال الجسدي بأطفالها. عرفت عملية تدليك الرضع على نطاق واسع في كثير من المجتمعات التقليدية. ولقد اثبتت البحوث ان عملية التدليك تعزز عملية النمو العصبي في جسم الإنسان والقوارض وهذه العملية مهمة جدا بالنسبة للاطفال الخدج.

## فوائد تدليك الرضع

### الأطفال مكتملي النمو
لقد بينت الدراسات ان عملية تدليك الرضع مكتملي النمو ساعدت في عملية زيادة الوزن، والطول، وتقيل التهيج وتحسن نوعية النوم. كما تقلل عملية تدليك الرضع من البكاء وتحسن القدرة لدى الرضيع في تنظيم هرمونات التوتر لديه. وهو أيضا يساعد الأمهات الذين يعانون من اكتئاب ما بعد الولادة للحد من آثارهذا الاكتئاب وتحسين نوعية التفاعلات الاجتماعية مع أطفالهن الرضع.

### الأطفال الخدج
ان عملية تدليك الرضع للأطفال حديثي الولادة المبسترة في وحدات العناية المركزة أدى إلى زيادة وزن الرضيع. وتشمل المزايا الأخرى زيادة تمعدن العظام، وكثافة العظام، وطول العظام، ومحيط الرأس. كما أظهرت النتائج أعلى مستوى نمو نفسي وحركي ونمو عقلي بشكل ملحوظ. اثبت التدليك فعاليه أكثر حين تكون عملية الضغط بشكل قوى مقارنة بالتدليك عندما تكون عملية الضغط خفيفة وتبين ان بعض الرضع ينامون بشكل أفضل. ان عملية تدليك الرضع للأطفال الخدج تساعد على زيادة درجة حرارة اجسامهم «حتى ولو بقيت الحاضنة غير مغلقة ولمدة 15 دقيقة خلال عملية التدليك»  وقد اقترح أن يكون هذا بسبب قدرة الرضيع العقلية على السيطرة على حالته البدنية وحركة الدم وبالنسبة للأمهات الاتي لايعانون من اكتئاب فقد لوحظ انخفاض نسبة القلق لديهم عند قيامهم بتدليك اطفالهم. ولقد لوحظ أيضا قصر مدة الإقامة في المستشفيات من قبل الأمهات أطفالهن.

## آليات التدليك
لقد اظهرت عملية التدليك زيادة مستويات الانسولين في مصل الدم ووزن الجسم لدى الرضع. مما أدى إلى تسريع عملية النمو العصبي وتم معرفة ذلك عن طريق تخطيط النشاط الكهربائي ووحدة البصر في القشرة البصرية في كل من القوارض والبشر.
ولقد ادت عملية التدليك لدى الرضع الذين لايتجاوز اعمارهم شهر واحد إلى تقليل لأمهات يعانن من الاكتئاب إلى الحد من التوتر. ولقد لوحظ ان زيادة النمو قد تكون بسبب انخفاض صرف الطاقة في الرضع الذين يتلقون العلاج بالتدليك.

## المخاطر
ولعل استخدام الزيوت معينة في المجتمعات التقليدية مثل زيت الخردل تؤثر على صحة وسلامة جلد الرضيع ونفاذيتة. على الرغم من الزيوت الأخرى التي غنية يينولييت مثل زيت بذور عباد الشمس هي آمنة وتحسن صحة الجلد. ولقد اثبتت الدراسات بأن بعض الزيوت التي يتم استخدامها في المجتمعات التقليدية مثل زيت السمسم تعمل على تحسين الوزن، والطول، ومحيطا رجل وذراع الرضيع.

## نبذة تاريخة
لقد قام الطب الايورفيدا في الهند القديمة بتدريس استخدام عملية تدليك الرضع. وكان أيضا قد تم تشجيعها في الصين منذ عهد أسرة تشينغ. في الوقت الحاضر هو جزء من رعاية الأطفال التقليدية في جنوب آسيا وأماكن أخرى حيث أصبح التدليك اليومي من قبل الأمهات ينظر إليها على انها «غرس عدم الخوف، تقوية بنية العظام، وتعزيز حركة أطرافهم وتنسيقها، وزيادة الوزن». غالبا ماتستخدم في عملية التدليك زيوت غير امنه مثل زيت الخردل على الرغم بأن تثقيف الجمهور الآن أصبح يشجع على استخدام بدائل آمنة.

## وصلات خارجية
BBC: Baby Massage -- provides instructions